# Villa Körbling
Die großbürgerliche Villa Körbling in Speyer, Bahnhofstraße 15, wurde 1911–1912 für den Speyerer Augenarzt Eberhard Körbling und seine Ehefrau Anna Körbling geb. Pallmann erbaut. Die Villa ist im Originalzustand erhalten und in der Liste der Kulturdenkmäler in Speyer eingetragen. In den Jahren 2014/2015 erfolgte eine denkmalgerechte Restaurierung.

## Bau- und Nutzungsgeschichte
Bauherren der Villa waren Eberhard Körbling und Anna Körbling geb. Pallmann, finanziert wurde der Bau vom Vater der Ehefrau, Franz Josef Pallmann, einem wohlhabenden Unternehmer aus Kaiserslautern. Der Kaufpreis des Grundstücks belief sich nach detaillierter Kontoführung von Anna Körbling auf beachtliche 14.329 Mark, die Baukosten des Hauses betrugen 66.566,67 Mark.
Der Entwurf des Gebäudes stammt von dem Landauer Architekten Karl Barth, dessen Schaffen vor dem Ersten Weltkrieg mehrfach in zeitgenössischen Architekturzeitschriften publiziert wurde, so auch die Villa Körbling. Nationale und internationale Anerkennung erlangte er durch Projektierung und Bau einer der größten und schönsten Gartenstädte Deutschlands nach dem Ersten Weltkrieg in Rössen. Erfahrung im Siedlungsbau hatte er unter anderem mit einer 1912 in Speyer ausgeführten Beamtenkolonie gesammelt.
Die späteren Bewohner und Nutzer der Villa sind über 100 Jahre anhand zahlreicher Schriftstücke, Dokumente und Fotos nachzuvollziehen. Drei Generationen der Familie Körbling lebten oder wuchsen in der Villa auf: der Facharzt für Augenheilkunde Eberhard Körbling (1871–1932) mit Ehefrau Anna geb. Pallmann (1876–1967), Richard Körbling (1919–2019), Facharzt für Laboratoriumsmedizin mit Ehefrau Maria geb. Weiß (1923–2002), und dessen Geschwister Mariele Körbling (1903–1984) und Pfarrer Eberhard Körbling (1916–2010), und in dritter Generation Martin Körbling, Facharzt für Innere Medizin und Hochschullehrer. Der Augenarztpraxis von Eberhard Körbling folgte nach dessen Tod im Jahre 1932 die Praxis des Internisten Staudacher, der die Speyerer Bevölkerung bis in die Kriegsjahre betreute, und von 1949–1987 die Laborpraxis von Richard Körbling.
Nach einer nahezu zweijährigen Beschlagnahme durch die französische Militärregierung von März 1945 bis 1947 stand die Villa der Familie Körbling teilweise wieder zur Verfügung. Auf Anweisung der Besatzungsbehörde wurden französische Offiziere und Offiziersfamilien in die repräsentative Villa einquartiert, die die bevorzugten Wohnbereiche der Villa beanspruchten, bis im Jahre 1960 die Zwangsbewirtschaftung aufgehoben wurde.
Im Jahr 2011 im Zusammenhang mit der Erwerbung durch die Vereinigte VR Bank Kur- und Rheinpfalz fand eine umfassende Ausstellung in den Räumen der Villa Körbling mit Arbeiten der Mitglieder des Künstlerbundes Speyer, statt. Im gleichen Jahr erwarb die benachbarte Vereinigte VR Bank Kur- und Rheinpfalz das Gebäude. Nach einer umfangreichen, denkmalgerechten Sanierung wurde die Villa Körbling im September 2015 wiedereröffnet und dient seither der Bank als Unternehmensbereich Private Banking / Wealth Management.

## Beschreibung
Die Villa ist ein Hochparterre-Bau mit ausgedehnten Fensterfronten und einem Mansardwalmdach. Besondere Gestaltungsmerkmale der Villa Körbling sind die gewellten Fassadenflächen mit vertikaler Perlschnur-Ornamentik und die entsprechend gestalteten Fenster-Architrave. Die Mitte der Hauptfassade zur Bahnhofstraße wird durch einen halbovalen Standerker akzentuiert, dessen Dach zu einem Balkon ausgebaut und mit einem schmiedeeisernen Geländer eingefasst ist, das die geschwungene Ornamentik der Fassade wiederholt. Das Mansardgeschoss sticht hervor durch rundbogig überdachte Dachgauben und den breiten Segmentbogen-Giebel in der Mittelachse der Hauptfassade, dessen Giebelfeld um das zentrale quer-ovale Fenster herum die Ornamentik der Fassaden aufnimmt.
Die nach Westen gerichtete Gartenfassade des Hauses ist schlichter als die Straßenfassade, im Obergeschoss wird sie durch eine Kombination aus Loggia und Balkon durchbrochen, die von einem Korbbogen überfangen ist. Das Haus besitzt zwei Eingänge an den beiden Schmalseiten (Nordfassade und Südfassade), wie bei vielen anderen Arzthäusern dürfte einer von beiden als Eingang für Patienten zur im Souterrain untergebrachten Praxis gedient haben, außerdem vielleicht auch als Dienstboteneingang. Der Eingang in der dicht an der Straße gelegenen Südfassade wird von perlschnurverzierten Doppelsäulen flankiert, die Haustür aus Eichenholz hat geschnitzte Zierelemente und ein oval eingerahmtes Oberlicht. Über dem Architrav befindet sich ein ovales Fenster, das von einem fruchtkolbenartigen Feston eingerahmt ist. Barth gestaltete eine ähnliche, wenn auch vereinfachte Portaleinrahmung an einem weniger repräsentativen Wohnhaus des Landrats Berkel in Germersheim. Die Jugendstilornamentik setzt sich im Inneren der Villa fort mit eingelassenen Wandfliesen, die Fabelwesen darstellen, und einer weiß gefliesten Heizungsverkleidung mit Blütenkranzmuster.

## Kunsthistorische Einordnung
Der Baustil der Villa setzt sich deutlich ab vom sogenannten Heimatstil, der zum Ende des 19. Jahrhunderts im deutschsprachigen Raum beliebt war und in zeitgenössischen Villen in Speyer anzutreffen ist. Der Kunsthistoriker Clemens Jöckle ordnete die Architektur der Villa Körbling dem Späthistorismus als eine pure Nachahmung historisch überlieferter Formvorbilder zu. Dieser Einschätzung widerspricht allerdings Martin Körbling, ein Enkel der Bauherren: Seiner Wahrnehmung nach dominieren Merkmale des Jugendstils mit ovaler und geschwungener Ornamentik, die die geometrischen Formen des Historismus ersetzen. Andere Bauten von Barth aus dieser Zeit lassen sich besser der zeitgenössischen Reformarchitektur zuordnen, die traditionelle Elemente (vor allem aus dem Neobarock) mit einer vom Jugendstil beeinflussten freieren Gestaltung kombiniert.

## Trivia
Die Villa Körbling besitzt im Münchner Stadtteil Bogenhausen ein prominentes Gegenstück: 1913–1914 wurde dort die literaturgeschichtlich bedeutende Villa des Schriftstellers Thomas Mann von den Münchner Architekten Alois und Gustav Ludwig errichtet. Das in vielen Gestaltungselementen ähnliche Gebäude wurde 1952 aufgrund erheblicher Kriegsschäden abgerissen, jedoch 2002–2006 nahezu identisch rekonstruiert.